# 卡普靈峰
卡普靈峰（英語：Capling Peak）是南極洲的山峰，座標72°26′S 167°8′E，位於維多利亞地的博克格雷溫克海岸，處於布蘭布爾峰東南面9公里的克羅爾冰川北岸，海拔高度2,730米（8,960英尺），美國地質調查局根據測量和美國海軍拍攝的空中照片繪入地圖，現時由南極條約體系管理。